# الدنبجة بن معاوية
 العلامة الدَّنَبْجَة بن معاوية التندغي عالم ومقرئ وأديب لغوي من علماء موريتانيا ولد سنة 1918 م، في بادية بوتلميت.

## حياته
هو الدَّنَبْجَة بن أحمد محمود بن معاوية التندغي. ولد في علب آدرس (بوتلميت - موريتانيا) وتوفي في مسقط رأسه. عاش في ولاية الترارزة.
فقيه وعالم لغوي وشاعر غزير الإنتاج طويل النفس في القصيدة، وقد تناول مختلف الموضوعات الشعرية المألوفة في الشعر العربي القديم، كالمدح والرثاء والشعر الإخواني والمساجلات. لغته قوية جزلة، لا تخلو من بعض المفردات القاموسية.. استخدم شعره في حث قبيلته على الحفاظ على وحدتها، وطرق المديح النبوي على عادة شعراء عصره. 
التزم النسق الخليلي وزناً وقافية، وبناء البيت مستقلاً.
نشأ وتربي في كنف والديه تربية علمية، فبدأ دراسته العلمية في محاضر آبائه حيث ذكر في الواضح أنه قرأ علي والده أحمد محمود ابن محمد ابن معاوية القرآن صغيرا وقرأ عليه مبادئ من أحكام الرسم والضبط والتجويد والسيرة النبوية والفقه، ولما استوعكت اوصاله العلمية تفتحت آفاقه للمزيد من المعرفة والتفرغ لها فقصد الابتعاد عن الأهل وأكب علي التحصيل منتقلا بين المدارس العلمية من مختلف التخصصات: مدارس لغة كما هو الحال مع يحظيه بن عبد الودود، أو قرآنية مع محمد بن الرباني القلاَّوي، أو فقهية كما هو الحال مع محمد عالي بن عبد الودود، مريدا من ذلك أن يروي نهمه من العلم الشيء الذي حصل، وفي هذه الفترة كان الشيخ الدنبجة يؤلف لاسيما دواوين الشعراء فقد شرح ديوان غيلان وقصيدة المتنخل اليشكري والمقصور والممدود بالتعاون - في هذا الأخير- مع شيخه التاه بن يحظيه، وامتاز العطاء الأدبي في هذه الفترة بالثراء والخصوبة، ففي بدوات تلك المحاضر قامت مساجلات أدبية بينه وبين كبار الأدباء المتخرجين من تلك المحاضر (عبد الله السالم بن يحظيه بن عبد الودود، اكليكم..) ومن أجود ذلك ما اشتركه مع المختار بن حامدن مؤخرا بأبي تلميت
يقول المختار بن حامدن:
مجيئ الخير مذ زمن يرجي *** وجاء الخير مذ جاء الدنبجا
أديب لا يمج الطبع منه *** إذا ما مجه اليعسوب مجا
شمائله كحلو الدلو أزهت *** ونائله كغيث المزن ثجا
فأجابه الدنبجة في الحال:
إذا المختار حل بأرض قوم *** فبادر ملجأ فيها ومنجي
ولما أن رأيتك سرت يوما *** سواء من مشي عندي ومن جا
وبعد هذه الفترة الحافة بالجد والتحصيل والتأليف، رجع الشيخ الدنبجة إلي أسرته فبدأ التدريس في محاضر أهله فكان مكة القاصدين ومحجة الوافدين من طلاب العلم، يرحلون معه حيث ما رحل ويحلون معه حيث حل، فخرج أفواجا من بني أهله قد نهلوا من معينه صافيا، ثم مكث بعد ذلك خمس سنوات في معهد أبي تلميت (1958-1962) مدرسا لمادة النحو والصرف صحبة جيل من العلماء أمثال محمد يحي ولد عدود، وعرض عليه أثناء ذلك القضاء فرفض مفضلا البقاء في التعليم النظامي مديرا لمدرسة حيه التي تأسست بوجوده ولم يزل فيها حتي الثمانينيات وطيلت تلك الفترة ظل بابه مفتوحا للراغبين في التعلم، وحقيقته في ذلك ما قال عنه تلميذه الشاعر محمد الحافظ والد أحمد:
والم يجهل علوم الشرع جار =له يوما وما إن كان جاعا
تغبق من سجايا النحو عذبا =وهش علي اللغي طفلا وعاعا
وبعد أن اعتزل التدريس النظامي تفرغ للمحضرة وتخرج علي يده كثير من الناس وظل علي تلك الحال مدرسا حتي وافاه الأجل المحتوم عصر الجمعة لعشر بقين من رجب عام 1418هـ الموافقـ 21 نوفمبر 1997.

## وفاته
بعد عصر الجمعة 21من نوفنبر عام 1997م الموافق 20 رجب 1418هـ رحل الشيخ الدنبجة بن معاوية إلي ربه عن عمر يناهز الثمانين ودفن بمقبرة «انْفَنِ» مع ءابائه أحمد محمود ومحمد ءال معاوية، وهو العمر الذي سأله ربه عندما قال في نظم التوسل بسور القرآن:
يارب بالطور يطول الأمد = حتي يعيش ميمه محمد
محمد أصغر أبنائه حينها وقد تحققت مسألته فتوفي عنه وهو ابن الأربعين بالضبط.
و قال ابنه الدكتور أحمد محمود مؤرخا لوفاته:
توفي الفرد بشهر الفرد = لعشرة بقين منه جرد
في رجب الحرام وقت الجمعة = وشهر تشرين الأول أتبعه
عام «تشيح» مرملات العلم= عن مشكل جل علي ذي الفهم
فصار عمره بذاك منتقي = وراق عصره النظير مرتقى
تاريخه بـ«الكيت» عام ولدا = وعن ثمانين لذاك بردا
تشيح: نعني 1418 بحساب الجمل.
«الكيت»: عام 1918م وهو عام ميلاده رحمه الله ورضي عنه وأرضاه.

## مؤلفاته
- المقرب المبسوط في رسم القرآن وضبطه شرحه ابنه الدكتور أحمد محمود عام 1992
- واضح البرهان في تراجم أشياخي في القرآن، حقّق الكتاب ابنُ أخي المؤلف الأستاذ/ زين العابدين بن المصطفى بن معاوية
- سراج البحوث شرح نظم القاضي محمدن علي البعوث
- ديوان شعري، حققه حفيد المؤلف الباحث: محمد ولد محمد فال - في جامعة نواكشوط، سنة 2001
- «شرح ديوان غيلان ذي الرمة» - مخطوط - في مكتبة علب آدرس
- شرح طائية المتنخل اليشكري.
- شرح المقصور والممدود بالتعاون مع العلامة التاه بن يحظيه
- «الدنبج بن معاوية والمستجدات العصرية في ثبوت الأهلة»: دراسة وتحقيق; إعداد الطالب إسحاق ولد سيدي
- القول المفيد في مسألة العبيد
- علم العروض
- تعريب أسماء الأشجار المحلية
- الموجز في أنساب حلة الأربعين جوادا
- مبحث في صلاة الجمعة
- تاريخ أعيان القبائل
- مبحث في النحو في حاشية ألفية بن مالك
- مبحث في مطالع الفلك
- نظم في أسماء الطلحات وأنسابهم والقرابات
- نظم الأدعية
- نظم في المعية
- نقلة حول التصوف
- رسالة في حكم الياء المكررة المتطرفة في القرآن
- نظم التوسل بسور القرآن
- فتاوي ونوازل فقهية
- خطب جمعة
- نقلة في الأصول

## وصلات خارجية
- صفحة على الفيس بوك لنشر آثار العلامة  على فيسبوك.